# Les Loges-Marchis
Les Loges-Marchis is een gemeente in het Franse departement Manche (regio Normandië). De plaats maakt deel uit van het arrondissement Avranches. Les Loges-Marchis telde op 1 januari 2022 1.028 inwoners.

## Geografie
De oppervlakte van Les Loges-Marchis bedroeg op 1 januari 2022 19,78 vierkante kilometer; de bevolkingsdichtheid was toen 52 inwoners per km².

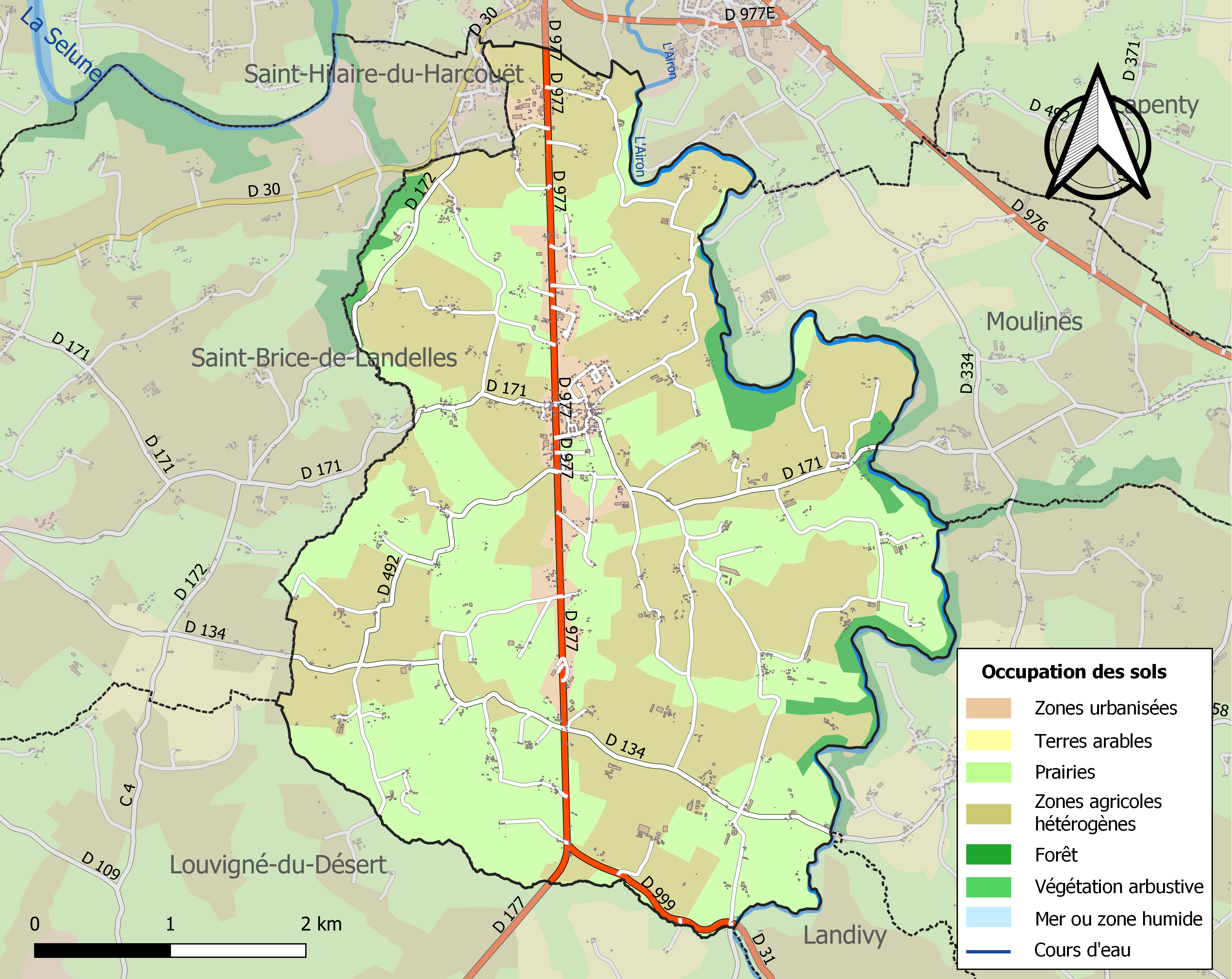
Kaart van de gemeente met de belangrijkste infrastructuur, bodemgebruik en omliggende gemeenten

## Demografie
Onderstaande figuur toont het verloop van het inwonertal (bron: INSEE-tellingen).